# Roger Bowling
Roger Bowling (Neville, 5 dicembre 1982) è un lottatore di arti marziali miste statunitense.
Combatte nella categoria dei pesi leggeri per l'organizzazione UFC.

## Carriera nelle arti marziali miste

### Gli inizi
Dopo aver esordito nel 2007 nella MMA, il 20 giugno 2009 è passato sotto contratto per la Ultimate Fighting Championship. Lo stesso giorno era previsto il suo primo incontro contro War Machine ma a causa di un infortunio l'evento fu annullato.
Nel mese di luglio Roger sfidò Devon Plaisance vincendo con un TKO.
Dopo la vittoria contro Plaisance fu nuovamente programmato il match contro War Machine il 5 settembre in Florida ma per via di un altro infortunio di Roger il match saltò nuovamente.

### Strikeforce
Nel mese di ottobre del 2009, Roger ha firmato con la federazione di Strikeforce ma a causa di un nuovo infortunio ha dovuto posticipare il suo debutto a maggio 2010 nel corso di Strikeforce Challengers, nell'evento incrociato contro Bobby Voelker che terminò dopo varie polemiche con la vittoria di Roger ai punti.
Tuttavia, visto l'esito incerto del match, fu programmata una rivincita da disputarsi il 22 ottobre 2010 nel main event Strikeforce Challengers: Bowling vs Voelker.
Roger Bowling, dopo un primo round combattuto alla pari, ha ceduto nel secondo round per KO tecnico.
Dopo il secondo match e un esito di 1-1 fra i due avversari la federazione decise di disputare un terzo incontro creando di fatto una trilogia che si sarebbe andata a chiudere a Strikeforce Challengers: Voelker vs Bowling III nel main event decisivo con la vittoria nuovamente dei Voelker per TKO.

### Ritorno UFC 2013
Nel mese di gennaio 2013 è tornato nuovamente a combattere in UFC dopo la chiusura della federazione Strikeforce per mancanza di introiti.
Il 20 aprile 2013 perse il match di debutto per KO contro l'abile thaiboxer Anthony Njokuani.
Nell'agosto dello stesso anno affrontò il campione NAIA di lotta Abel Trujillo: Bowling diede l'impressione di avere la meglio nei primi due round, ma verso la fine del secondo si ritrovò a terra e subì due ginocchiate da parte dell'avversario, la seconda della quale finì sul volto di Bowling; quest'ultimo non poté proseguire e di conseguenza il match venne dichiarato un No Contest.
Il rematch avvenne in dicembre e questa volta Bowling venne nettamente sconfitto per KO tecnico.

### Risultati nelle arti marziali miste
| Risultato  | Record   | Avversario         | Metodo                            | Evento                                           | Data              | Round | Tempo | Città                     | Note                              |
| ---------- | -------- | ------------------ | --------------------------------- | ------------------------------------------------ | ----------------- | ----- | ----- | ------------------------- | --------------------------------- |
| Sconfitta  | 11-5 (1) | Abel Trujillo      | KO Tecnico (pugni)                | UFC on Fox: Johnson vs. Benavidez 2              | 14 dicembre 2013  | 2     | 1:35  | Sacramento, Stati Uniti   |                                   |
| No Contest | 11-4 (1) | Abel Trujillo      | No Contest (ginocchiata illegale) | UFC Fight Night: Condit vs. Kampmann 2           | 28 agosto 2013    | 2     | 4:59  | Indianapolis, Stati Uniti |                                   |
| Sconfitta  | 11-4     | Anthony Njokuani   | KO (pugno)                        | UFC on Fox: Henderson vs. Melendez               | 20 aprile 2013    | 2     | 2:52  | San Jose, Stati Uniti     | Debutto in UFC, Pesi Leggeri      |
| Sconfitta  | 11–3     | Tarec Saffiedine   | Decisione (unanime)               | Strikeforce: Rousey vs. Kaufman                  | 18 agosto 2012    | 3     | 5:00  | San Diego, Stati Uniti    |                                   |
| Vittoria   | 11–2     | Brandon Saling     | KO Tecnico (pugni)                | Strikeforce: Tate vs. Rousey                     | 3 marzo 2012      | 2     | 1:15  | Columbus, Stati Uniti     |                                   |
| Vittoria   | 10–2     | Jerron Peoples     | KO (pugni)                        | Strikeforce: Melendez vs. Masvidal               | 17 dicembre 2011  | 1     | 0:42  | San Diego, Stati Uniti    | Incontro Catchweight a 181 libbre |
| Sconfitta  | 9–2      | Bobby Voelker      | KO Tecnico (ginocchiata e pugni)  | Strikeforce Challengers: Voelker vs. Bowling III | 22 luglio 2011    | 2     | 2:16  | Las Vegas, Stati Uniti    |                                   |
| Vittoria   | 9–1      | Josh Thornburg     | Decisione (unanime)               | Strikeforce: Feijao vs. Henderson                | 5 marzo 2011      | 3     | 5:00  | Columbus, Stati Uniti     |                                   |
| Sconfitta  | 8–1      | Bobby Voelker      | KO Tecnico (pugni)                | Strikeforce Challengers: Bowling vs. Voelker     | 22 ottobre 2010   | 2     | 3:58  | Fresno, Stati Uniti       |                                   |
| Vittoria   | 8–0      | Bobby Voelker      | Decisione Tecnica (unanime)       | Strikeforce Challengers: Lindland vs. Casey      | 21 maggio 2010    | 3     | 1:38  | Portland, Stati Uniti     | Debutto in Strikeforce            |
| Vittoria   | 7–0      | Jerrod Appenzeller | KO Tecnico (pugni)                | MMA Big Show: Triple Threat                      | 20 febbraio 2010  | 2     | 0:14  | Vevay, Stati Uniti        |                                   |
| Vittoria   | 6–0      | Devan Plaisance    | KO Tecnico (pugni)                | MMA Big Show: Unstoppable                        | 25 luglio 2009    | 1     | 0:41  | Vevay, Stati Uniti        |                                   |
| Vittoria   | 5–0      | Seth Baczynski     | KO (pugni)                        | MMA Big Show: Retribution                        | 7 marzo 2009      | 1     | 0:09  | Vevay, Stati Uniti        |                                   |
| Vittoria   | 4–0      | Paul Mann          | Sottomissione (ghigliottina)      | MMA Big Show: Relentless                         | 1º novembre 2008  | 1     | 3:20  | Covington, Stati Uniti    |                                   |
| Vittoria   | 3–0      | Shamar Bailey      | KO Tecnico (pugni)                | RFL: Hostile Takeover                            | 26 aprile 2008    | 1     | 0:28  | Louisville, Stati Uniti   |                                   |
| Vittoria   | 2–0      | Mike Skiba         | Sottomissione (pugni)             | MMA Big Show: Punishment                         | 29 settembre 2007 | 1     | 1:25  | Covington, Stati Uniti    |                                   |
| Vittoria   | 1–0      | Chris Runge        | KO Tecnico (pugni)                | MMA Big Show: Domination                         | 23 giugno 2007    | 1     | 1:56  | Cincinnati, Stati Uniti   |                                   |